# Preposto comercial
Preposto comercial
Preposto vem do latim praeponare, e significa pôr à frente, pôr adiante. Os prepostos são aqueles cujos atos concretizam as atividades comerciais. Assim como os empregados, as pessoas que estabelecem relações de qualquer natureza com a sociedade, como prestadores de serviços autônomos, são também prepostos. De variados modos, pessoas podem tomar parte em atividades empresariais e assim, tornarem-se prepostos. No entendimento do STF: "para o reconhecimento do vínculo de preposição não é preciso que exista um contrato típico de trabalho; é suficiente a relação de dependência ou que alguém preste o serviço sob comando de outrem". É necessária para a concretização da empresa que haja atos humanos, e portanto, pessoas que se propõem, como se fossem a empresa.
Referências
MAMEDE, Gladston. Empresa e atuação empresarial. 8° edição. São Paulo. Atlas S.A. 2015